# Taringa!
Taringa! és una comunitat virtual d'origen argentí on els usuaris poden compartir tot tipus d'informació per mitjà de missatges a través d'un sistema col·laboratiu d'interacció. Va ser creada l'11 de gener de 2004 (i difosa des del 14 d'abril de 2004) per Fernando Sanz (estudiant de secundària). Al novembre de 2006 va ser adquirida pels argentins Alberto Nakayama i els germans Matías i Hernán Botbol.